# كالتفاسير باس
كالتفاسير باس (بالإنجليزية: Kaltwasser Pass)‏ هو أحد جبال سلسلة جبال الألب ليبونتيني وجزء من القمة الأم يقع في بريغ غيلس (سويسرا), سويسرا. يبلغ ارتفاع الجبل حوالي 2805 متر، بينما يبلغ ارتفاع نتوء الجبل متر.